# Steven Mnuchin
Steven Terner Mnuchin (Nova Iorque, 21 de dezembro de 1962) é um investidor norte-americano que serviu como o 77º Secretário do Tesouro dos Estados Unidos sob o presidente Donald Trump.
Graduado na Universidade de Yale, em 1985, Mnuchin trabalhou no banco de investimento Goldman Sachs por dezessete anos, chegando a posições de chefia. Ele deixou o Goldman Sachs em 2002, passando a trabalhar com fundos de cobertura. Mnuchin se juntou a campanha presidencial de Donald Trump em 2016 e foi o chefe de financiamento da campanha durante a eleição. Em 13 de fevereiro de 2017, Mnuchin foi aprovado pelo Senado dos Estados Unidos para ser o Secretário de Tesouro do Presidente Trump.
Como Secretário de Tesouro, Mnuchin apoiou uma reforma tributária ampla e defendeu a redução de impostos para empresas. Também defendeu uma ampla redução da regulamentação governamental econômica, especialmente aquelas impostas como resposta a crise econômica de 2007–2008.